# MGE USV-Systeme
MGE USV-Systeme ist ein Hersteller für Systeme zur unterbrechungsfreien Stromversorgung. Ehemals ein Konzernteil von Merlin Gerin ist MGE heute eine Tochtergesellschaft von Schneider Electric. Das Unternehmen hat 170 Niederlassungen in über 100 Ländern. Dort sind insgesamt 12.000 Mitarbeiter, davon 900 Service-Spezialisten beschäftigt.

## Geschichte
MGE war ursprünglich ein Konzernteil von Merlin Gerin. Mit der Überführung von Merlin Gerin im Jahr 1994 in Schneider Electric wurde MGE ausgegliedert und verkauft. 
Später kaufte Schneider Electric das Unternehmen zurück und führte es seitdem als eine Tochtergesellschaft. Am 8. Februar 2007 übernahm Schneider Electric die American Power Conversion und führte das Unternehmen mit MGE zusammen. 
Der einphasige Bereich der MGE USV-Systeme, „MGE Office Protection Systems“, wurde nach Auflagen der Europäischen Union am 1. November 2007 von der Eaton Corporation übernommen.